# 郑茂杰
郑茂杰（1963年—），河南开封人，回族，中华人民共和国政治人物、第十一届全国人民代表大会河南地区代表。
毕业于中国矿业大学（北京）研究生部煤田地质及勘探专业。担任河南省平顶山市人民政府副市长。2008年起担任全国人大代表。